# 1904 في المملكة المتحدة
فيما يلي قوائم الأحداث التي وقعت خلال عام 1904 في المملكة المتحدة.

## رياضة
- 1 يناير – بطولة العالم للدراجات على المضمار 1904
- 1 يناير – بطولة ويمبلدون 1904

## ظهور
- 1 يناير – طعام الآلهة وكيف أتى إلى الأرض كتاب من تأليف هربرت جورج ويلز.

## كتب
من الكتب التي صدرت هذه السنة في المملكة المتحدة:
- 1 يناير – طعام الآلهة وكيف أتى إلى الأرض من تأليف هربرت جورج ويلز.

## مواليد

### يناير
- 13 يناير – ريتشارد أدينسيل
- 16 يناير – دوروثي إيدي عالمة مصريات مصرية.
- 18 يناير – كاري غرانت
- 21 يناير – إلسي جولدساك بيتمان لاعبة كرة مضرب بريطانية.
- 27 يناير – ويلي مكلين لاعب كرة قدم أمريكي.

### فبراير
- 14 فبراير – تشارلز أوتالي
- 15 فبراير – جورج تايلور عالم نبات من المملكة المتحدة.

### مارس
- 15 مارس – جيمس أومالي ممثل إنجليزي.

### أبريل
- 8 أبريل – جون هيكس عالم اقتصاد بريطاني.
- 8 أبريل – فيليب دي فيزيائي بريطاني.
- 9 أبريل – توم كوبر لاعب كرة قدم.
- 14 أبريل – جون غيلغد

### مايو
- 6 مايو – ماكس مالوان

### يونيو
- 4 يونيو – جاك لوتيرواسير درّاج طريق من المملكة المتحدة.

### يوليو
- 2 يوليو – فرانك ساوثول درّاج طريق من المملكة المتحدة.
- 9 يوليو – جوني كوثبرت

### أغسطس
- 5 أغسطس – كينيث فيفيان تيمان عالم نبات أمريكي.
- 26 أغسطس – أوغسطين كورتولد مستكشف بريطاني.
- 26 أغسطس – كريستوفر إشيروود روائي إنجليزي.

### سبتمبر
- 29 سبتمبر – غرير غارسون

### أكتوبر
- 2 أكتوبر – غراهام غرين
- 20 أكتوبر – آنا روبرتسون

### نوفمبر
- 17 نوفمبر – سبنسر ترمنجهام أكاديمي من المملكة المتحدة.

## وفيات

### فبراير
- 22 فبراير – ليسلي ستيفن (مواليد 1832)

### مارس
- 24 مارس – ادوين ارنولد (مواليد 1832)

### مايو
- 8 مايو – إدوارد مويبريدج (مواليد 1830)
- 10 مايو – هنري مورتون ستانلي (مواليد 1841)

### يونيو
- 19 يونيو – مونغو بارك (مواليد 1836) لاعب غولف من المملكة المتحدة.

### يوليو
- 1 يوليو – جورج فريدريك واتس (مواليد 1817)
- 17 يوليو – إسحاق روبرتس (مواليد 1829) عالم فلك من المملكة المتحدة.
- 23 يوليو – جون سايمون (مواليد 1816)

### أغسطس
- 12 أغسطس – وليام رينشو (مواليد 1861) لاعب كرة مضرب من المملكة المتحدة.

### أكتوبر
- 7 أكتوبر – إيزابيلا بيرد (مواليد 1831) مستكشفة بريطانية.
- 31 أكتوبر – دان لينو (مواليد 1860) ممثل هزلي من المملكة المتحدة.

### نوفمبر
- 21 نوفمبر – جيمي مايكل (مواليد 1877) درّاج طريق من المملكة المتحدة.